# 彭方正
彭方正（1963年—） ，电力电子专家。浙江大学电气工程学院应用电子学系教授，主要研究领域为电力系统电力电子技术、高性能特大功率变换技术。中华人民共和国教育部第二批“长江学者”特聘教授。
1983年毕业于武汉水利电力学院电力系电子技术专业、先后于1987年3月和1990年3月获长冈技术科学大学电力电子专业工学硕士和工学博士学位，毕业后先后在日本、美国、中国等多个研究机构工作。2000年9月任美国密西根州大学副教授、2001年起就任浙江大学电力电子及电力传动学科点教授，高压、大功率变流技术研究所所长。